# Максимов, Мокей Мартынович
Моке́й Марты́нович Макси́мов (? — 1919 г., берег р. Белая) — белый офицер, участник гражданской войны.
Генерального штаба штабс-капитан.
Летом 1918 г., после занятия Самары частями Чехословацкого корпуса и начала формирования Народной армии, служил начальником штаба 1-й добровольческой Самарской дружины (350 человек (сводный пехотный батальон капитана Бузкова (2 роты, 90 штыков), эскадрон конницы (45 сабель) штабс-ротмистра Стафиевского, Волжская конная батарея капитана Вырыпаева (при 2 орудиях и 150 человек прислуги), конная разведка, подрывная команда и хозяйственная часть) Генерального штаба подполковника В. О. Каппеля.
В середине августа 1918 г. исполнял должность начальника штаба подчинённой В. О. Каппелю бригады Народной армии.
Позднее — командир пехотного полка.
Убит в 1919 г. в бою с красными на берегу реки Белой.